# Les Rues-des-Vignes
Les Rues-des-Vignes ist eine französische Gemeinde mit 740 Einwohnern (Stand: 1. Januar 2022) im Département Nord in der Region Hauts-de-France. Sie gehört zum Arrondissement Cambrai und zum Kanton Le Cateau-Cambrésis. Die Einwohner werden Ruvignois genannt.

## Geografie
Die Gemeinde Les Rues-des-Vignes liegt etwa acht Kilometer südlich von Cambrai an der oberen Schelde und dem parallel verlaufenden Canal de Saint-Quentin. Umgeben wird Les Rues-des-Vignes von den Nachbargemeinden Masnières im Nordwesten und Norden, Crèvecœur-sur-l’Escaut im Osten, Aubencheul-aux-Bois, Bantouzelle und Honnecourt-sur-Escaut im Süden, Banteux im Südwesten sowie Villers-Plouich im Westen.

## Geschichte
Im Mittelalter hieß der Ort Vinchy. Hier fand 717 die Schlacht von Vincy statt. Mit dem Sieg in dieser Schlacht legte Karl Martell den Grundstein für die Ablösung der Merowinger durch die Karolinger.

### Bevölkerungsentwicklung
| Jahr                       | 1962 | 1968 | 1975 | 1982 | 1990 | 1999 | 2006 | 2013 | 2021 |
| Einwohner                  | 631  | 635  | 706  | 713  | 720  | 661  | 671  | 747  | 748  |
| Quellen: Cassini und INSEE |      |      |      |      |      |      |      |      |      |

## Sehenswürdigkeiten
- Kirche Saint-Martin
- Kloster Vaucelles (Monument historique)
- Archäologische Grabungsstätte
- Schloss Revelon

Kloster Vaucelles
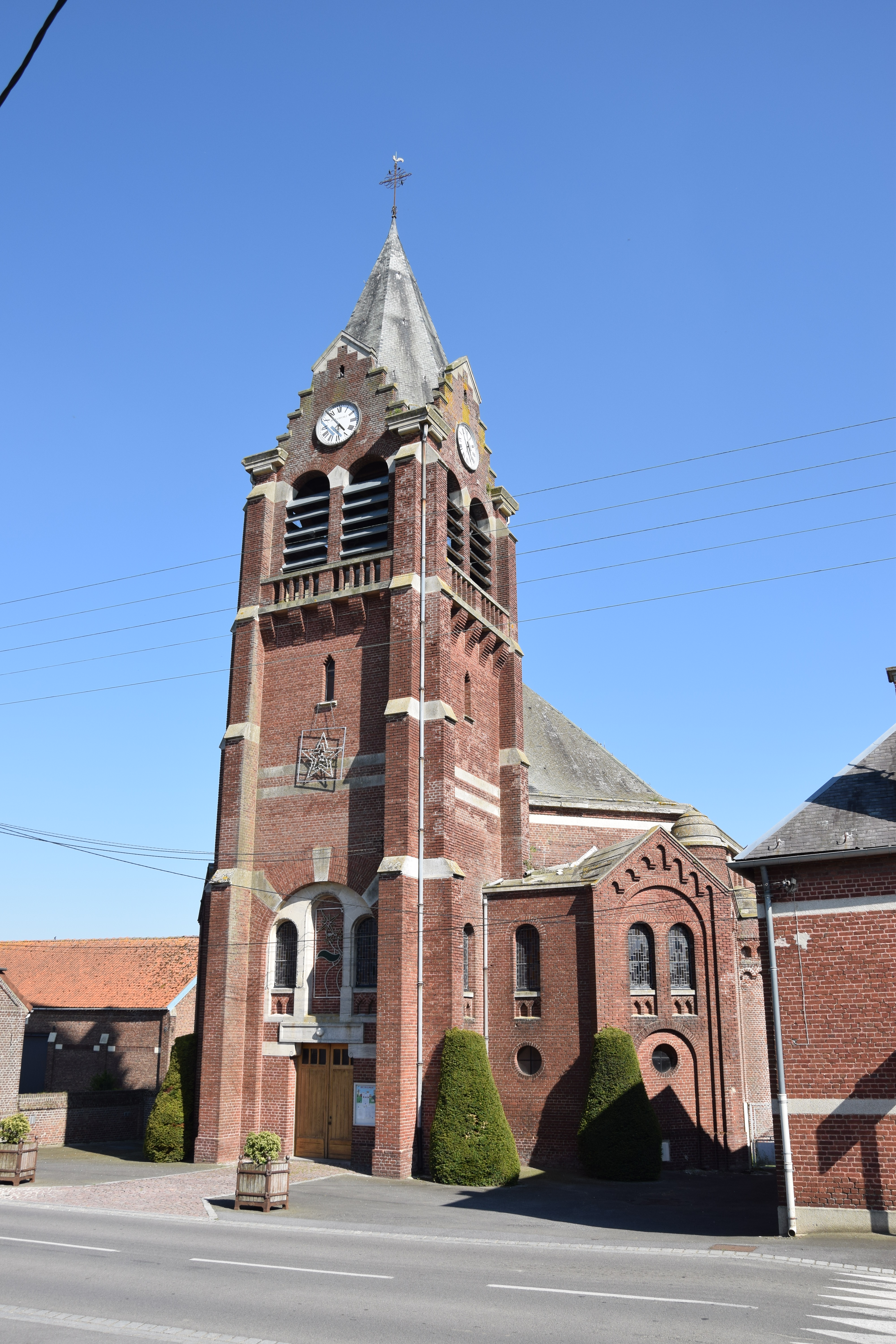
Kirche Saint-Martin
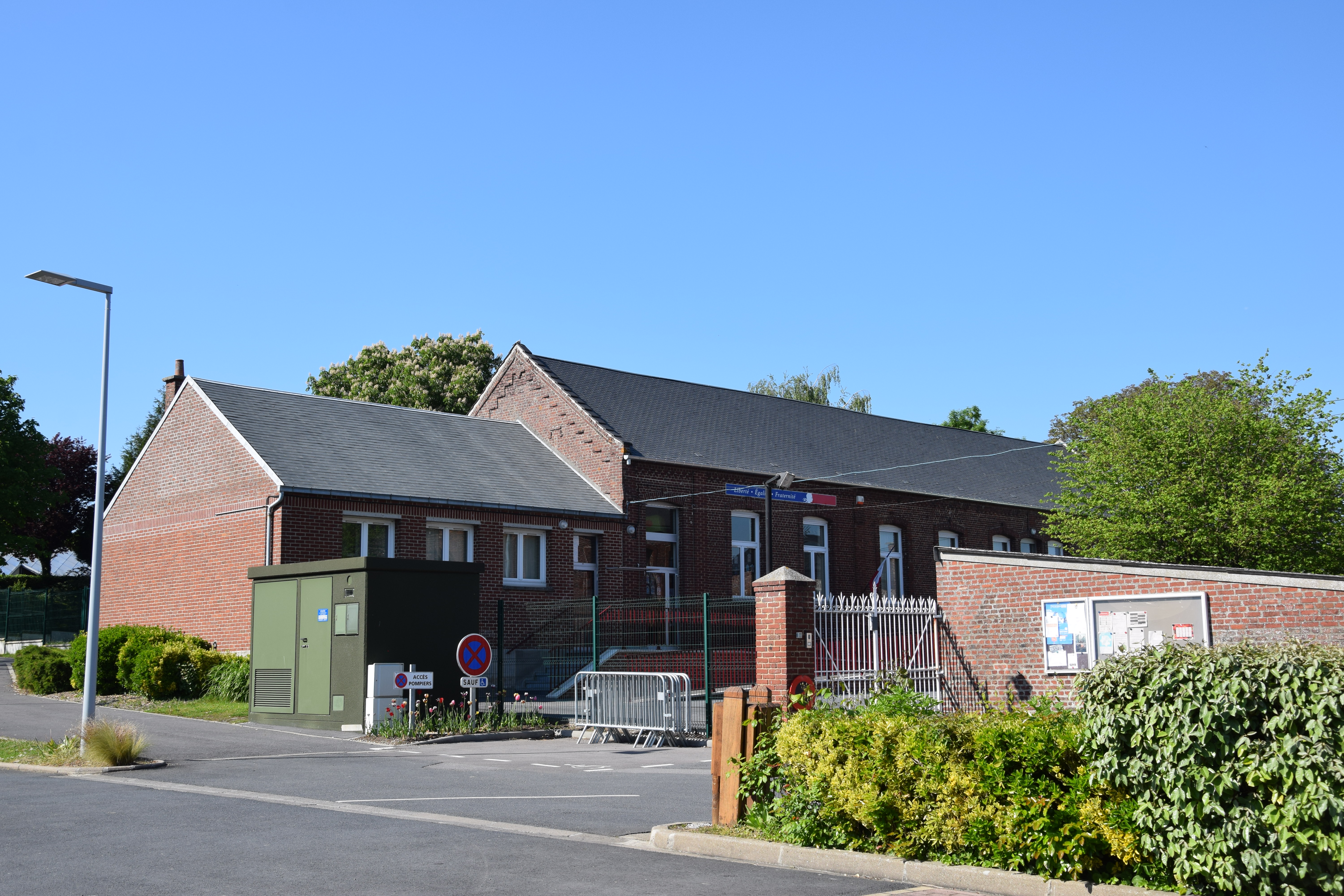
Schule
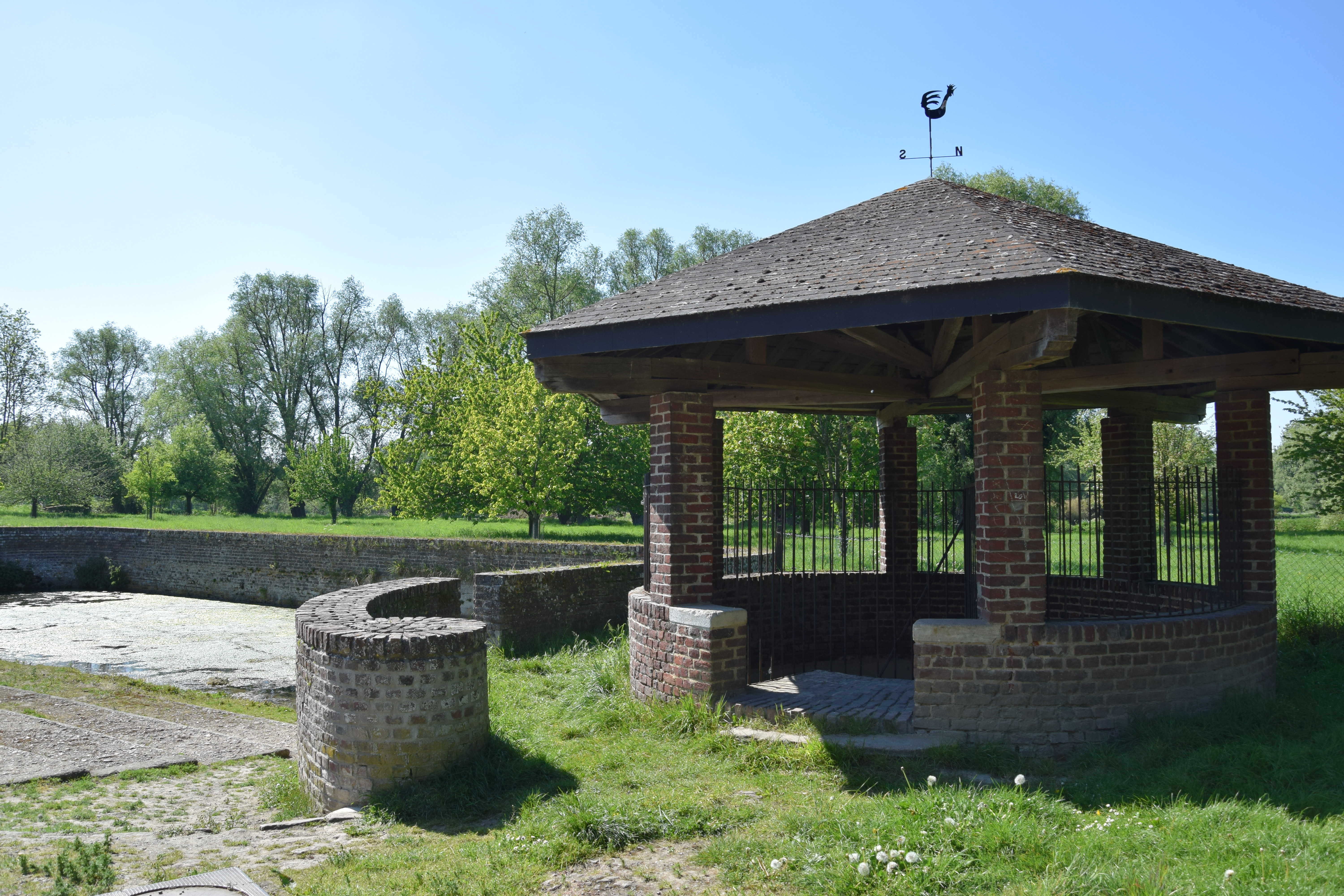
Ehemaliges öffentliches Waschhaus
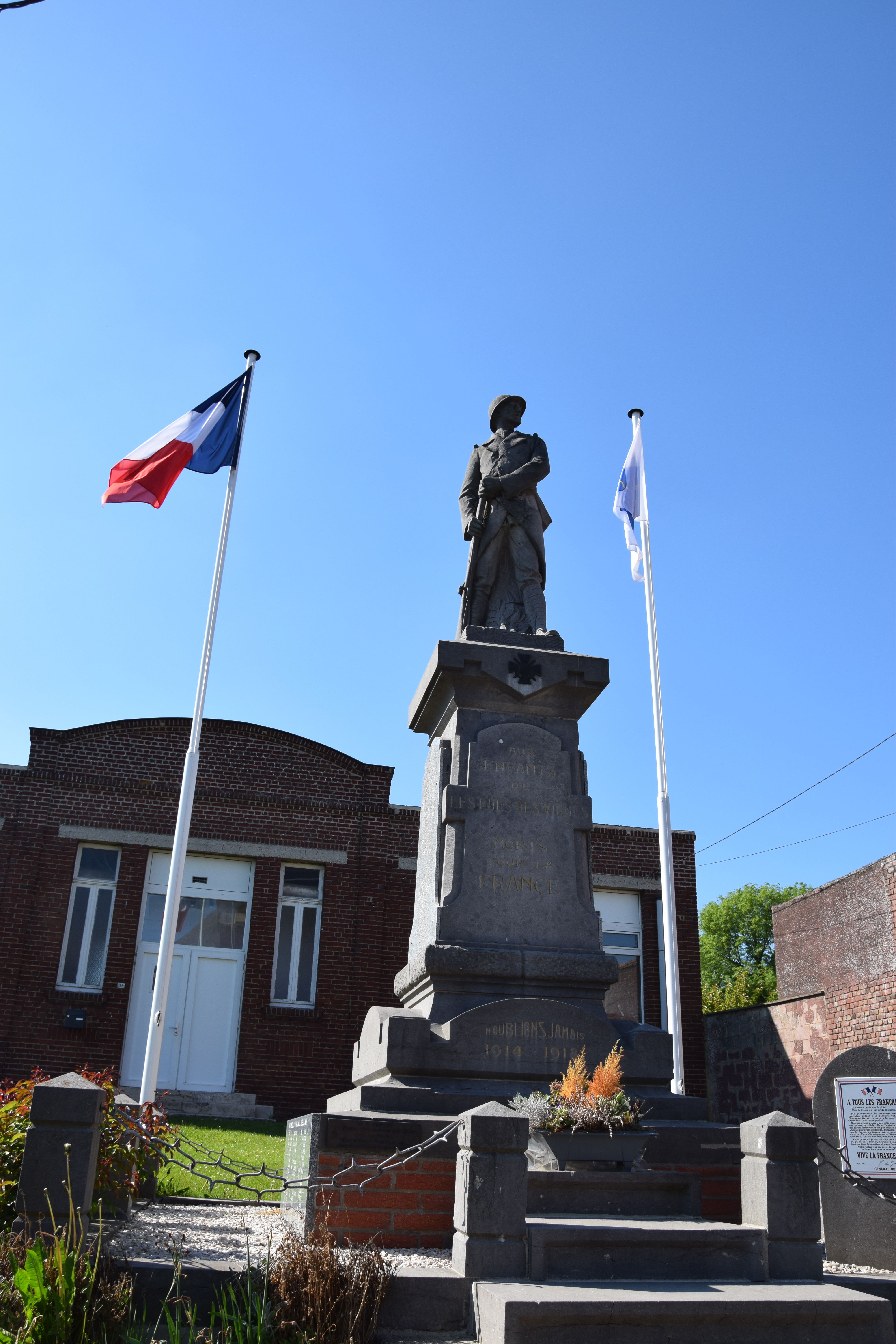
Gefallenendenkmal